# Ton Sijbrands
Teunis (Ton) Sijbrands (Amsterdam, 15 december 1949) is een Nederlandse Internationaal Grootmeester dammen, die zes Nederlandse, vier Europese en twee  wereldtitels heeft veroverd. 
Naast zijn topprestaties als wedstrijdspeler staat hij in de damwereld ook bekend als demonstrateur bij toernooien, levende encyclopedie en trainer (van onder andere Roel Boomstra op diens weg naar de wereldtitel). 
Hij heeft regelmatig (klok- en blind)simultaans gegeven, die hij over het algemeen met indrukwekkende cijfers won en waarbij hij elf keer het wereldrecord blindsimultaandammen verbeterde. 
Hij heeft veel over dammen geschreven in boeken, een wekelijkse rubriek in de Volkskrant en zijn tijdschrift Dammen.
In 2008 werd hij benoemd tot Ridder in de Orde van Oranje-Nassau.

## Verloop van zijn carrière

### Jeugd
Sijbrands is opgegroeid in Amsterdam. Hij woonde tot zijn vierde op het Prinseneiland en verhuisde daarna naar Slotermeer. Sijbrands leerde tegelijk dammen en schaken toen hij een jaar of negen was. Hij maakte in 1961 kennis met dammen op clubniveau toen zijn vader hem op een zaterdagmiddag mee nam naar de CDA jeugddamclub van Leen de Rooij. Na twee à drie maanden mocht hij bij de senioren van de Christelijke Damclub Amsterdam op vrijdagavond meedoen.
Al snel werd Sijbrands jeugdkampioen van Amsterdam en van Nederland. Sijbrands was veertien toen hij bij de senioren kampioen werd van Amsterdam. Op vijftienjarige leeftijd maakte hij zijn debuut in het Nederlands kampioenschap. Twee maanden later versloeg hij wereldkampioen Vjatsjeslav Sjtsjogoljev in het (buiten het WK) enige toernooi van wereldformaat, het tweejaarlijkse Brinta-toernooi te Hoogezand. Hierna was hij te gast bij het massaal bekeken televisieprogramma Voor de vuist weg van Willem Duys, en dus bekende Nederlander.

### Topspeler
Van zijn zeventiende tot drieëntwintigste jaar behoorde Sijbrands tot de wereldtop. In die tijd werd hij vijf keer Nederlands kampioen, vier keer Europees kampioenschap dammen en twee keer wereldkampioen dammen. Toen hij in 1967 voor het eerst Nederlands kampioen werd, stopte hij met school en  werd hij voltijds beroepsdammer. Zijn brood verdiende hij met prijzengeld, het schrijven van rubrieken en boeken, en simultaansessies.
In 1972 werd Sijbrands voor het eerst wereldkampioen. Hij heeft deze titel in 1973 verdedigd in een match tegen Andris Andreiko, die hij met 22-18 won. Na deze match trok hij zich voor enige tijd terug van het hoogste niveau, omdat de spanning rond wedstrijden hem te veel werd. In 1988 keerde hij terug en won opnieuw het Nederlandse kampioenschap. Twee jaar later speelde hij opnieuw een match om de wereldtitel, die in een gelijkspel eindigde, waardoor de Rus Aleksej Tsjizjov de wereldtitel behield.
In oktober 2006 kondigde hij aan zijn actieve carrière te beëindigen, of in ieder geval af te zien van deelname aan het WK 2007 (in Hardenberg). 
Als reden hiervoor gaf hij op te willen werken aan zijn - zeer uitgebreide - memoires. 
Ook speelde mee dat hij het niet eens was met de toenmalige ontwikkelingen en plannen in de damsport, zoals het instellen van dopingcontrole, de beperking van de bedenktijd in een partij en wijzigingen in de puntentelling, die echter in de praktijk maar weinig navolging kregen. 
De (in eerste instantie door NOC*NSF voor subsidie verplicht gestelde) dopingcontrole was iets eenmaligs bij een Nederlands kampioenschap, de beperking van de bedenktijd werd in de praktijk door de fischerklok met ongeveer een half uur per speler teruggebracht en qua puntentelling werd alleen voor gevallen van gelijk eindigden een systeem van plus- en minremises ingevoerd. 
Na het WK 2003 in Zwartsluis heeft Sijbrands praktisch alleen nog in de Nederlandse damcompetitie gespeeld, eerst voor Heijmans Excelsior Rosmalen, daarna voor Bart Smit Volendam en het Amersfoorts Dam Genootschap ADG (waar hij ook in de onderlinge competitie speelde).

## Resultaten in (inter)nationale kampioenschappen

### Nederlands kampioenschap
Hij nam negen keer deel aan het Nederlands kampioenschap met de volgende resultaten: 
| Jaar | Locatie             | Klassering                             | Score | W-R-V  |
| ---- | ------------------- | -------------------------------------- | ----- | ------ |
| 1965 | Utrecht / Apeldoorn | 10e                                    | 13-11 | 1-9-3  |
| 1966 | Apeldoorn           | Zilver                                 | 13-18 | 6-6-1  |
| 1967 | Apeldoorn           | Goud                                   | 13-22 | 9-4-0  |
| 1969 | Apeldoorn           | Goud                                   | 11-20 | 9-2-0  |
| 1970 | Apeldoorn           | Goud                                   | 11-17 | 6-5-0  |
| 1971 | Apeldoorn           | Goud                                   | 11-17 | 6-5-0  |
| 1973 | Apeldoorn           | Goud                                   | 13-23 | 10-3-0 |
| 1988 | Putten              | Goud                                   | 13-17 | 4-9-0  |
| 1993 | Apeldoorn           | met 4 uit 3 in 4e ronde teruggetrokken | nvt   | nvt    |

### Europees kampioenschap
Hij nam vijf keer deel aan het Europees kampioenschap met de volgende resultaten: 
| Jaar | Locatie   | Klassering | Score | W-R-V  |
| ---- | --------- | ---------- | ----- | ------ |
| 1967 | Livorno   | Goud       | 15-26 | 11-4-0 |
| 1968 | Livorno   | Goud       | 12-24 | 12-0-0 |
| 1969 | Rome      | Goud       | 8-14  | 6-2-0  |
| 1971 | Soechoemi | Goud       | 10-17 | 7-3-0  |
| 1999 | Hoogezand | gedeeld    | 15-22 | 7-8-0  |

### Wereldkampioenschap
Hij nam acht keer deel aan het wereldkampioenschap met de volgende resultaten: 
| Jaar | Locatie    | Klassering             | Score                                | W-R-V  |
| ---- | ---------- | ---------------------- | ------------------------------------ | ------ |
| 1968 | Bozen      | 4e                     | 15-22                                | 8-6-1  |
| 1972 | Hengelo    | Goud                   | 16-27                                | 11-5-0 |
| 1973 | Den Haag   | Goud                   | 22-18 in match tegen Andris Andreiko | 2-18-0 |
| 1988 | Paramaribo | gedeeld                | 19-27                                | 8-11-0 |
| 1990 | Amersfoort | gedeeld · zonder titel | 20-20 in match Aleksej Tsjizjov      | 1-18-1 |
| 1990 | Groningen  | gedeeld                | 19-27                                | 8-11-0 |
| 1992 | Toulon     | gedeeld                | 23-31                                | 8-15-0 |
| 2003 | Zwartsluis | gedeeld 4e             | 19-23                                | 5-13-1 |

## Blindsimultaandammen

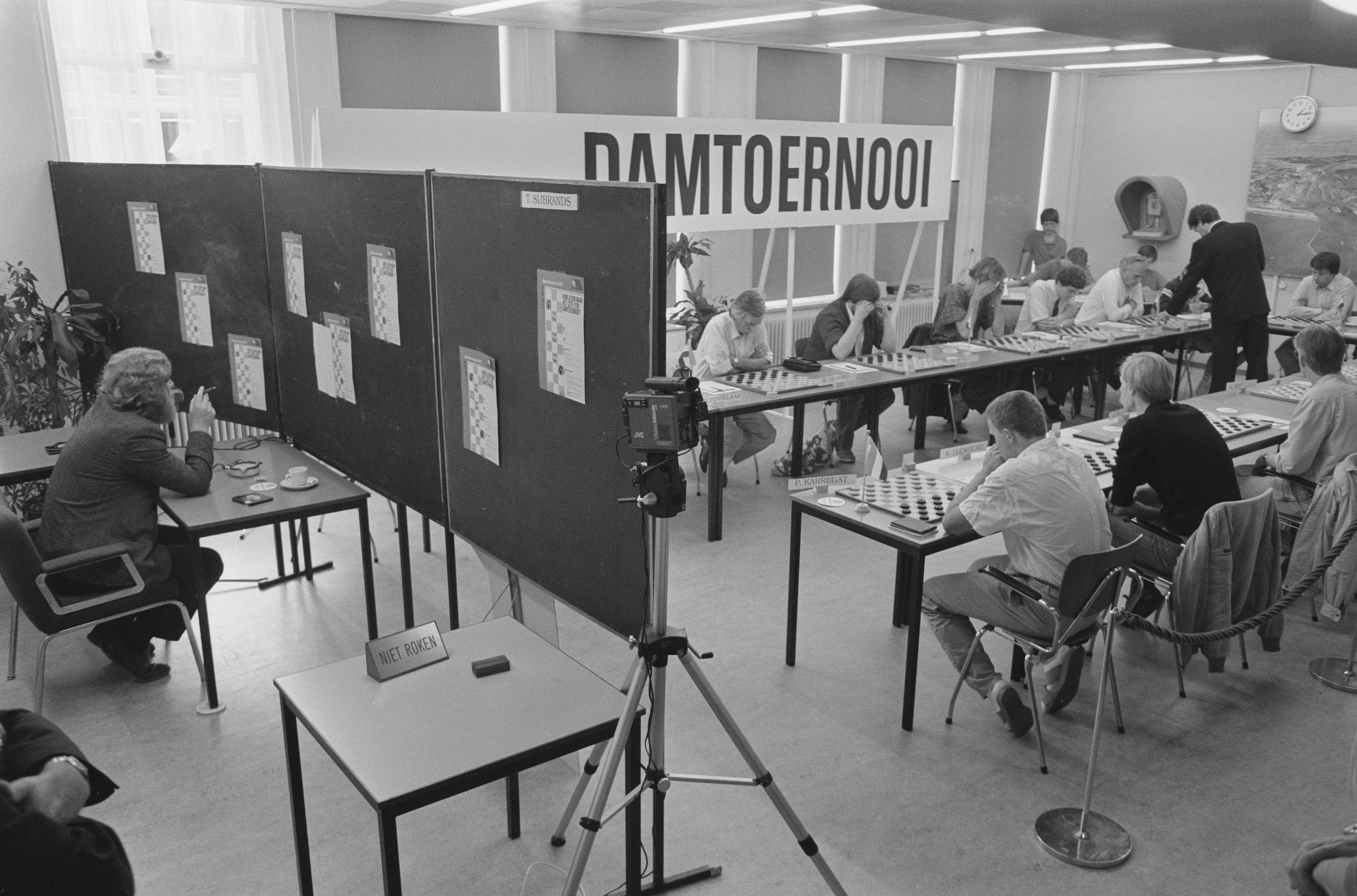
Ton Sijbrands tijdens zijn blindsimultaan in IJmuiden in 1987

In 2002 behaalde Ton Sijbrands met blindsimultaandammen 17 overwinningen en 5 remises uit 22 partijen (een score van 88%).
Op 18 december 2004 verbeterde Sijbrands in Lutten het wereldrecord blindsimultaandammen tot 24 partijen. Tijdens de recordpoging, die ruim 24 uur duurde, wist hij twintig partijen te winnen; de overige vier eindigden in remise (92%).
Op 4 en 5 oktober 2007 verbeterde Sijbrands op de campus van de Universiteit van Tilburg zijn oude record door in 28 uur en 23 minuten, in 25 partijen 21 keer te winnen en 4 remises te spelen, een score van 92%.
Dit record hield stand tot 5 juli 2008, toen Erno Prosman in Delft het wereldrecord bracht op 27 partijen.
Op 26 september 2009 heroverde Sijbrands de titel opnieuw met een record: hij speelde blindsimultaan tegen 28 tegenstanders en behaalde een nieuw record met een score van 77 procent. Hij won 18 keer, behaalde 7 remises en verloor 3 keer. De simultaan duurde 41 uur en 36 minuten en vond plaats van 24 tot 26 september in het Olympisch Stadion in Amsterdam.
Erno Prosman nam op 7 juli 2012 het wereldrecord opnieuw van hem over door in Gouda 30 partijen te spelen. Hij won er 17, speelde 8 keer remise en verloor 5 partijen, waarmee de score op precies 70 procent kwam te staan.
Op 21 december 2014 heroverde Sijbrands het record opnieuw: hij speelde blindsimultaan tegen 32 tegenstanders en behaalde een score van 72 procent. Hij won 14 keer, speelde 18 keer remise en verloor geen partij. Het simultaan duurde ongeveer 48 uur en vond plaats van 19 tot 21 december in het raadhuis van Hilversum.

## Boeken
- Ton Sijbrands, Topprestaties op het dambord. 1968, Ten Have, Amsterdam; Analyses van veertig partijen uit het wereldkampioenschap 1968
- Ton Sijbrands/Jules Welling, Ton Sijbrands Dammer. 1973, Prisma, Utrecht/Antwerpen
- Ton Sijbrands/Alexander Münninghoff, Sijbrands - Andreiko. 1973, Keesing, Amsterdam; Tweekamp om het wereldkampioenschap dammen 1973
- Ton Sijbrands, Tweekamp Wiersma - Clerc 1978, 1978, Willem Jurg
- Ton Sijbrands/H.Kiers, Gantwarg - Wiersma. 1979; Volmacmatch om het WK 1979
- Ton Sijbrands/Philip de Schaap, Beter dammen. 1979 Amsterdam/Antwerpen
- Ton Sijbrands/Philip de Schaap, Dammen. 1985 Luitingh, Utrecht; Een praktische handleiding voor beginnende en geoefende dammers
- Ton Sijbrands/Herman Fokkink, De 20 partijen van de tweekamp om het wereldkampioenschap 1985. 1986, Dordrecht
- Ton Sijbrands/Gagnon Gaetan, Het Damspel. 1988, Thieme, Zutphen
- Ton Sijbrands, Baba Sy. 1989, Dammen, Voorst; Het grote Baba Sy boek, Tweetalig (ned. en Frans)
- Ton Sijbrands, Andries Andreiko. 1990, Dammen,Voorst
- Ton Sijbrands, Wereldkampioenschap dammen Groningen 1990. 1991 Dammen, Voorst
- Ton Sijbrands, De 15 blindpartijen van Middelburg 1991. 1993, Middelburgse Damclub; Wereldrecord blindsimultaan Middelburg 1991. Analyses
- Ton Sijbrands, Les Croniques de Ton Sijbrands Nr 1 t/m Nr 18 Amsterdam - Voorst; Verzamelde rubrieken.
- Ton Sijbrands, Wereldrecord blindsimultaan dammen 1999. 2001
- Ton Sijbrands/Wouter van Beek Jan Bom, dammer 2002 Stichting werelddambond
- Ton Sijbrands, Henk Smit, mijn leermeester en inspirator. 2008
- Ton Sijbrands, Mijn Hollands Universum deel 1. 2023 Ton Sijbrands, Muiden

Medeauteur van:
- Mondilederdamtoernooi om het kampioenschap van Nederland 1979. 1979 Dammagazine D.B.
- Wereldkampioenschap dammen 1988 annex tweekamp Gantwarg Sijbrands. 1988. Dammen, Voorst
- WK Dammen 1994. 1994 KNDB. Den Haag 6 t/m 27 november
- Challege Mondial 1997 Stadskanaal. 1998

## Trivia
- In zijn jeugd heeft Ton Sijbrands gevoetbald bij Ajax.
- Toen hij in Voorst woonde was hij clubkampioen van de plaatselijke schaakclub.
- Ton was een goede vriend van Harry Muskee (zanger van Cuby + Blizzards)[4] en Rende Brouwer (de helft van de Gebroeders Brouwer)

1965 Iser Koeperman · 1967 Ton Sijbrands · 1968 Ton Sijbrands · 1969 Ton Sijbrands · 1971 Ton Sijbrands · 1974 Andris Andreiko · 1977 Rostislav Lesjtsjinski ·  1983 Vadim Virny · 1987 Gérard Jansen · 1992 Guntis Valneris · 1995 Aleksandr Georgiejev · 1999 Harm Wiersma · 2002 Aleksandr Sjvartsman · 2006 Aleksandr Georgiejev · 2008 Guntis Valneris · 2010 Aleksandr Georgiejev · 2012 Aleksej Tsjizjov · 2014 Roel Boomstra · 2016 Aleksej Tsjizjov · 2018 Michail Semenjoek · 2022, 2024 Jan Groenendijk
1885-1894 Dussaut · 1895 Leclercq · 1899-1911 Weiss · 1912-1912 Molimard · 1912 Hoogland · 1925 Bizot · 1926, 1931-1932 Fabre · 1928 Springer · 1933-1938 Raichenbach · 1945, 1947 Ghestem · 1948-1954 Roozenburg · 1956 Deslauriers · 1958, 1959, 1961, 1963, 1965, 1967, 1974 Koeperman · 1960, 1964 Sjtsjogoljev · 1963 Sy · 1968-1971 Andreiko · 1972, 1973 Sijbrands · 1976, 1977, 1981, 1983-1984 Wiersma · 1978, 1980, 1984, 1985 Gantvarg · 1982 Van der Wal · 1986, 1987 Dybman · 1988-1993, 1995, 1996, 2001, 2005 Tsjizjov · 1994 Valneris · 1998, 2007, 2009, 2017, 2021 Sjvartsman · 2003-2004, 2006, 2011-2015, 2019 Georgiejev · 2016, 2018, 2022 Boomstra · 2023 Anikejev · 2024-2025 Jan Groenendijk